# Okręg Montpellier
Okręg Montpellier (fr. Arrondissement de Montpellier) – okręg w południowo-zachodniej Francji, obejmujący miasto Montpellier i jej zespół miejski. Populacja wynosi 723 978 mieszkańców. Znajduje się w departamencie Hérault, w regionie Oksytania.